# Imanol Landeta
Imanol Landeta (Cidade do México, 23 de julho de 1987) é um ator e cantor mexicano. Ficou conhecido no Brasil por interpretar o vilão Orlando na telenovela infantil Poucas & Poucas Pulgas.

## Filmografia

### Televisão
- Papás por conveniencia (2024) - Felipe Belmonte
- Verano de amor (2009) como Daniel Gurzan
- Juro que te amo (2008-2009) como Pablo Lazcano.
- Código postal (2006-2007) como Pablo Rojas Alonso.
- Mujer, casos de la vida real (2005)
- Bailando por un sueño (2005)
- Bajo El Mismo Techo (2005)
- De pocas, pocas pulgas (2003) como Rolando.
- Velo de novia (2002-2003) como Alexis Robleto.
- Clase 406 (2002-2003) como Alejandro Acero Pineda.
- El niño que vino del mar (1999) como Felipín Rodríguez Cáceres de Rivera.
- Vivo por Elena (1998) como Juanito.
- Los hijos de nadie (1997)
- Plaza Sésamo (1993)
- Chiquilladas (1992)

### Cinema
- Surf's up (2007)
- Un secreto de esperanza (2003)
- Elisa antes del fin del mundo (1997)
- Última llamada (1996)

### Teatro
- Marcelino pan y vino (1996)
- Qué plantón (1989)

## Discografia
- Imanol (1997)
- Pedacitos de amor (1998)
- Pescador (1999)
- Creciendo juntos (2000)
- Si tú supieras (2002)
- Es hoy (2004)
- Señales (2007)

## Prêmios e indicações

### TVyNovelas
| Ano  | Categoria           | Telenovela    | Resultado |
| ---- | ------------------- | ------------- | --------- |
| 2007 | Melhor ator juvenil | Código postal | Venceu    |